# Chelsea Charms
Chelsea Charms (Minneapolis-Saint Paul, Minnesota; 7 de marzo de 1976) es una actriz pornográfica estadounidense que se caracteriza por ser una mujer con senos gigantes.

## Biografía
Chelsea apareció en las portadas de las revistas Buxotica, Score (marzo del 2000), Hustler Busty Beauties (abril de 2000) y otras revistas para adultos especializadas en las modelos de pechos grandes. Está en lo más alto de la categoría Big boobs en Internet, con numerosas imágenes en sitios web porno y es una de las modelos más destacadas y populares de Photoclubs.com.
Chelsea es más conocida por sus tetas descomunales, las más grandes del mundo, logradas por el uso de implantes mamarios de fibra de polipropileno.
En su página Web oficial Chelsea dice que su tamaño del busto es 153XXX, y que sus pechos pesan alrededor de 14 kg cada uno. Debido a la naturaleza de fibra de polipropileno, los pechos de Chelsea crecen continuamente (aproximadamente 25 milímetros por mes), por lo que tiene que acudir con regularidad a su cirujano en Houston, para que le drene el líquido excesivo.
Chelsea tenía una copa D natural y se ha operado tres veces. La primera le agrandó a una copa E. La segunda a una copa HH. Las dos eran bolsas salinas. La tercera cirugía implantó la fibra de propileno. En algunos casos de aumento de mamas vía método del propileno, los pechos pueden crecer a pasos diferentes o a una proporción peligrosamente acelerada. En su caso, sus mamas han crecido al mismo tiempo, pero su proporción de crecimiento se ha retardado firmemente durante los años. El volumen de la fibra inicial era equivalente a 500 cc. Su doctor estimaba que el crecimiento ha aumentado el tamaño de cada mama por encima de 7000 cc. Durante algunas apariciones más o menos recientes en festivales eróticos en Estados Unidos, Chelsea se presentó en AVN Adult Entertainment Expo del 2005 con 10 000 cc por pecho; no quedándose contenta ahí prometió a sus fanes llegar un poco más lejos.
Al año siguiente volvió a acudir al AVN Adult Entertainment Expo del 2006 con 11 000 cc en cada pecho al siguiente año quiso superarse más y alcanzó los 12 000 cc. Según cuenta Chelsea en foro de su web su tamaño más grande lo alcanzó en el festival Kamasutrabeurs de Holanda, donde llegó a alcanzar los 17.600 cc (285 cm de contorno) todo un récord hasta el día de hoy.
Años después, sus senos aumentaron a un contorno de 307 cm y su talla de sujetador aumento a nada más y nada menos que 330ZZZ, siendo esta talla la más grande en el mundo.